# Gerrothorax
Gerrothorax is een geslacht van uitgestorven temnospondyle Batrachomorpha (basale 'amfibieën') uit de Plagiosauridae, dat tijdens bijna het hele Laat-Trias, van 240 tot 205 miljoen jaar geleden, in grote delen van Europa leefde.

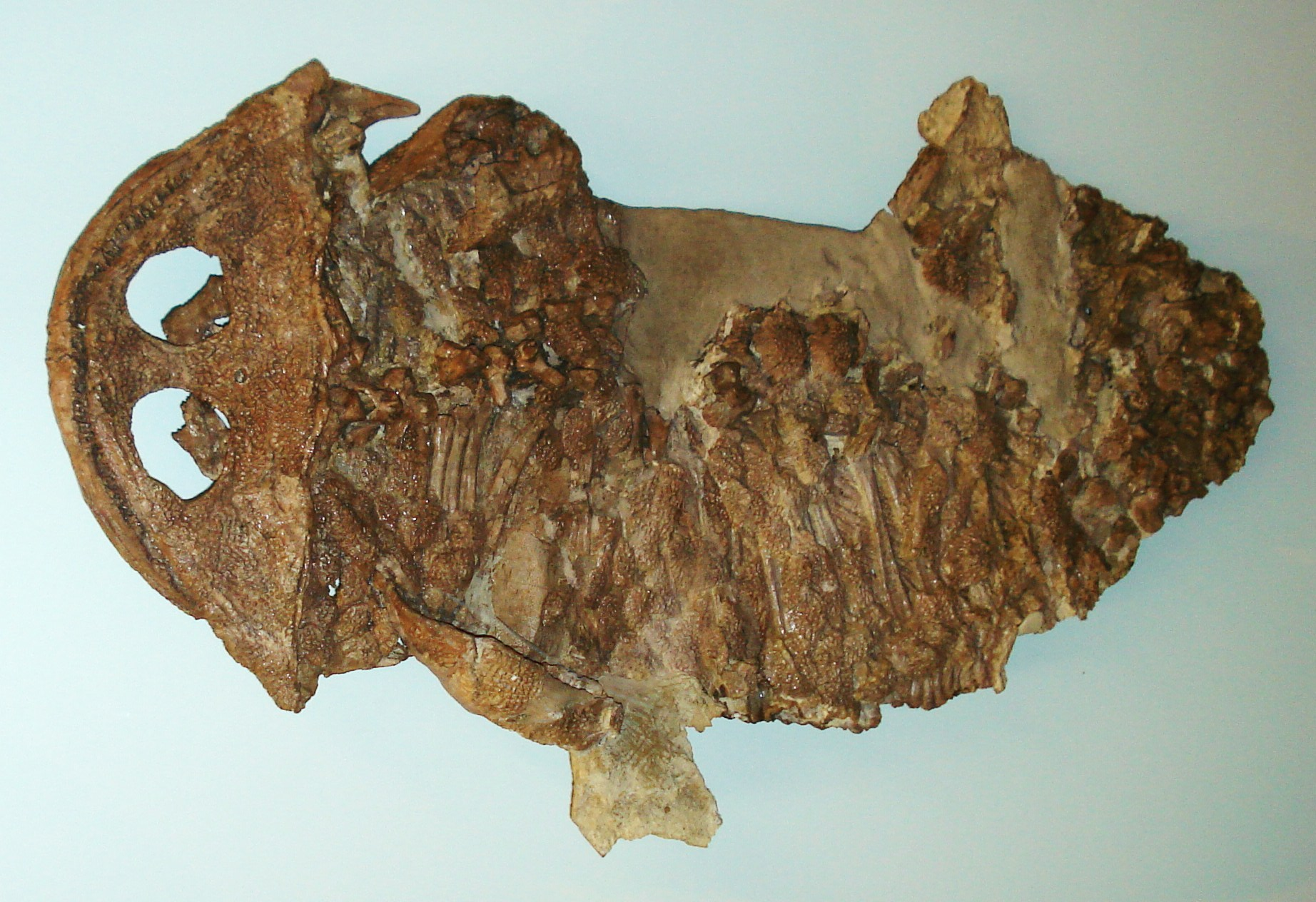
Een specimen uit Kupferzell

Gerrothorax heeft een ingewikkelde naamgevingsgeschiedenis. De eerste ontdekte fossielen werden bij andere geslachten ondergebracht. Het eerst gevonden exemplaar, specimen SMNS 12592, werd in 1913 door Eberhard Fraas benoemd als een nieuwe soort van Plagiosternum: Plagiosternum pulcherrimum. In 1922 benoemde Friedrich von Huene een volgend exemplaar als Plagiosuchus pustuloglomeratus en een ander als Plagiosaurus striopustulatus. In 1932 benoemde Oskar Kuhn een ander specimen, een interclaviculum dat in 1944 bij een bombardement op München verloren ging, als de soort Plagiosaurus franconicus. 
In 1934 benoemde de Zweed Tage Nilsson een nieuw geslacht met de typesoort Gerrothorax rhaeticus. De geslachtsnaam is afgeleid van het Oudgriekse γέρρον, gerron, 'gevlochten voorwerp', en θώραξ, thorax, 'borstplaat', een verwijzing naar de structuur van de borstkas. Het holotype is LU 3176T, een skelet zonder schedel, gevonden in een kolenmijn op Skåne in een laag van de Bjuvafzetting van de Höganäsformatie die dateert uit het Rhaetien. Dit laatste verklaart ook de soortaanduiding.
In 2003 begon Hanna Hellrung wat taxa samen te voegen. Ze hernoemde Plagiosaurus franconicus tot een Gerrothorax franconiscus en stelde dat Plagiosaurus striopustulatus een nomen dubium was. In 2008 meende Farish Jenkins jr. dat alle bovengenoemde taxa slechts groeistadia waren van één enkele soort die dan de naam Gerrothorax pulcherrimus zou krijgen. De soortaanduiding betekent 'de zeer schone'. Behalve in Zweden en Duitsland zijn ook belangrijke exemplaren gevonden in Groenland.
Gerrothorax werd ongeveer een meter lang. Hij heeft een zekere uiterlijke gelijkenis met een salamanderlarve. Anders dan andere vergelijkbare tijdgenoten en zijn verre voorouders die op het land leefden, verloor Gerrothorax zijn kieuwen niet en had hij een opvallend afgeplat lichaam en een zeer platte en korte schedel. Door de afplatting liggen de ogen boven op de kop. De sterk afgeronde snuit draagt een rij kleine tandjes. De grootste bekende schedel heeft achteraan een breedte van vierendertig centimeter. Wellicht lag hij op de bodem van een meer of rivier te wachten om een voorbijkomende vis op te eten. Gerrothorax lijkt sterk op zijn nauwe verwant Plagiosaurus depressus. Jenkins wist in 2008 maar één verschil te ontdekken: bij Gerrothorax raken in de schedel het postfrontale en het supratemporale elkaar en zelfs dit kenmerk is een symplesiomorfie, dus een oorspronkelijke eigenschap die met ruimere groepen gedeeld wordt.
In 2013 verklaarde een studie de lange duur van Gerrothorax pulcherrimus als soort uit de grote plasticiteit: het dier kon de grootte, groeisnelheid en aanvang van de geslachtsrijpheid sterk individueel variëren zodat het fenotype zich flexibel kon aanpassen zonder dat het genotype veranderd hoefde te worden. Dat grote verschillen in bouw niet wezen op verschillende taxa zou blijken uit het bijna exact gelijktijdig voorkomen in dezelfde habitat.